# Cratere Tsander
Tsander è un grande cratere lunare di 159,95 km situato nella parte nord-orientale della faccia nascosta della Luna.